# Strășeni

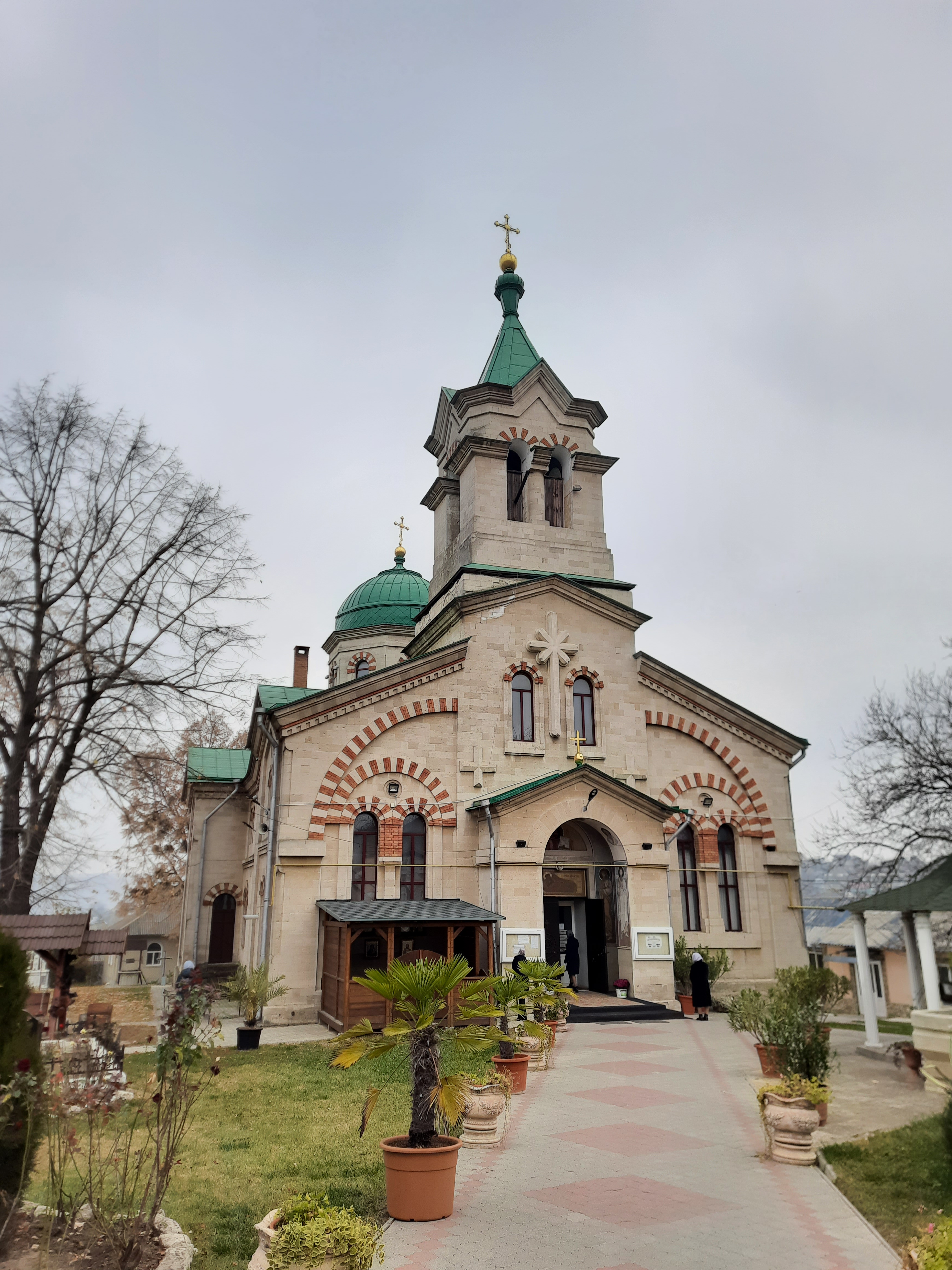
Kirche von Strășeni

Strășeni ist eine Gemeinde in der Republik Moldau mit knapp 18.000 Einwohnern (2014). Sie ist das Verwaltungszentrum des Rajon Strășeni. Zur Gemeinde gehört auch noch ein Dorf, Făgureni.

## Name
Es gibt mehrere Legenden über den Namen. Eine besagt, dass der Name der Region von strașnic abgeleitet ist, einem Adjektiv im Rumänischen, das „schrecklich“ oder „furchterregend“ bedeuten kann. So soll diese Region früher von einem furchterregenden Wald bedeckt gewesen sein.

## Wirtschaft
Wirtschaftliche Bedeutung haben die Landwirtschaft und damit verbundene weiterverarbeitende Gewerbe. Strășeni für seinen Wein bekannt. Das Strășeni-Weingut, 12 Kilometer westlich von Chișinău, ist für seine Schaumweine bekannt. Etwas weiter nördlich befindet sich das Romănești-Weingut, eines der größten Weingüter vor Ort und einst einer der führenden Weinproduzenten in der UdSSR. Eines seiner bekannteren Produkte ist ein Bordeaux-ähnlicher Rotwein.

## Demografie
Laut der Volkszählung von 2014 betrug die Einwohnerzahl von Strășeni 18.376, was einem Rückgang gegenüber der vorherigen Volkszählung von 2004 entspricht, bei der 19.090 Einwohner gezählt wurden. 2014 war das Moldauische die Muttersprache von 49,9 % der Bevölkerung, gefolgt von dem Rumänischen mit 43,6 % und dem Russischen mit 5,5 %. Knapp 82 % der Bevölkerung bezeichneten sich als ethnische Moldauer und knapp 13 % als Rumänen.
| Volkszählung | Einwohnerzahl |
| ------------ | ------------- |
| 1930         | 05.054        |
| 1970         | 13.385        |
| 1979         | 15.307        |
| 1989         | 20.119        |
| 2004         | 19.090        |
| 2014         | 18.376        |

## Sonstiges
Der Sendemast Strășeni, ein 355 Meter hoher, abgespannter Mast für UKW-Radio- und Fernsehübertragungen, wurde 1988 fertiggestellt.